# Gustav Pacher von Theinburg
Gustav Pacher von Theinburg (22. března 1839 Sollenau – 21. června 1927 Vídeň) byl rakouský podnikatel a politik německé národnosti, v 2. polovině 19. století poslanec Říšské rady.

## Biografie
Byl vnukem průmyslníka Johanna Martina Pachera von Theinburg. V průmyslovém podnikání se angažovali i Gustavovi bratři Paul Pacher von Theinburg a Alwil Pacher von Theinburg. Gustavova manželka byla bojovnice za práva žen Barbara von Gagern.
Gustav v letech 1858–1861 vystudoval obchod v Hamburku, Le Havre a Liverpoolu. Pak nastoupil do otcovy firmy a od roku 1869 byl členem dolnorakouské obchodní a živnostenské komory, v níž byl zejména referentem pro otázky železnic. Byl komerčním radou a členem stále komise pro obchod. Podílel se na organizováni mezinárodních textilních výstav a získal čestná vyznamenání. Podporoval ochranná dovozní cla a napsal v tomto duchu řadu studií.
Byl i poslancem Říšské rady (celostátního parlamentu Předlitavska), kam nastoupil v doplňovacích volbách roku 1877 za kurii obchodních a živnostenských komor v Korutanech, obvod Klagenfurt. Slib složil 26. dubna 1877. Mandát zde obhájil i v řádných volbách roku 1879 a volbách roku 1885. Rezignoval roku 1886. V parlamentu ho nahradil Armand Dumreicher. V roce 1877 se uvádí jako Gustav Pacher von Theinburg, ředitel akciové společnosti k. k. privat. Schönauer und Sollenauer Baumwollgarnmanufactur, bytem Vídeň.
V parlamentu zastupoval blok německých liberálů (tzv. Ústavní strana, centralisticky a provídeňsky orientovaná). V říjnu 1879 je zmiňován na Říšské radě coby člen mladoněmeckého Klubu sjednocené Pokrokové strany (Club der vereinigten Fortschrittspartei).